# Роберта Флек
Роберта Клиопатра Флек (енгл. Roberta Cleopatra Flack; 10. фебруар 1937 — 24. фебруар 2025) била је америчка певачица. Њени најпознатији хитови су The First Time Ever I Saw Your Face и Killing Me Softly with His Song за које је добила награду Греми за најбољу песму две године узастопно (1973, 1974). Добитница је укупно пет награда Греми.

## Дискографија
- First Take (1969)
- Chapter Two (1970)
- Quiet Fire (1971)
- Roberta Flack & Donny Hathaway (са Донијем Хатавејем) (1972)
- Killing Me Softly (1973)
- Feel Like Makin' Love (1975)
- Blue Lights in the Basement (1977)
- Roberta Flack (1978)
- Roberta Flack Featuring Donny Hathaway (1980)
- I'm the One (1982)
- Born to Love (1983) (са Пибом Брајсоном) (1983)
- Oasis (1988)
- Set the Night to Music (1991)
- Stop the World (1992)
- Roberta (1994)
- The Christmas Album (1997)
- Let It Be Roberta (2012)

## Извори
1. ↑  Russonello, Giovanni (24. 2. 2025). „Roberta Flack, Virtuoso Singer-Pianist Who Ruled the Charts, Dies at 88”. The New York Times.
2. ↑  Kawashima, Dale (10. 8. 2020). „Legendary Artist Roberta Flack Talks About Her Classic Hits 'The First Time Ever I Saw Your Face,' 'Killing Me Softly' And 'Where Is The Love'”. SongwriterUniverse.
3. ↑  Cross, Reuben (24. 2. 2025). „'The First Time Ever I Saw Your Face': the song that defined Roberta Flack”. Far Out.
4. ↑  Pond, Steve (12. 6. 1997). „Singer's Career Was Softly Killed By Bad Luck And Insecurity”. Deseret News. стр. C5. Архивирано из оригинала 14. 3. 2022. г.